# Enhanced Messaging Service
EMS (ang. Enhanced Message Service) – usługa rozszerzonych wiadomości tekstowych (SMS-ów), działająca w ramach telefonii komórkowej.
Usługa ta umożliwia dołączanie do wiadomości SMS grafiki (w formacie WBMP), efektów dźwiękowych (spośród 10 predefiniowanych, jak fanfary czy werble), animacji oraz melodyjek (w formacie iMelody o maksymalnym rozmiarze 128 B). EMS umożliwia także podstawowe formatowanie tekstu – zmiana wielkości, nowe linie, wyrównanie do lewej, prawej, wyśrodkowanie, pogrubienie, kursywa lub podkreślenie. Usługa jest dostępna w większości sieci GSM (jako że nie wymaga praktycznie ingerencji w infrastrukturę sieci przez operatora).
Inicjatorami standardu EMS były firmy Ericsson i Siemens, dlatego ta technologia pojawiła się po raz pierwszy w telefonach tych firm. Potem EMS został uznany za standard przez stowarzyszenie 3GPP (3rd Generation Partnership Project) i została wprowadzona do większości telefonów, które powstały w ciągu ostatnich lat. Do wyjątków należy firma Nokia – jej telefony w większości nie są zgodne ze standardem EMS; Nokia polega bardziej na własnej, podobnej technologii Smart Messaging.
Wiadomości EMS są zgodne z SMS, stąd wysłanie wiadomości EMS do telefonu nieobsługującego tego standardu spowoduje przekazanie samego tekstu wiadomości.
EMS jest technologią przejściową pomiędzy wiadomościami tekstowymi (SMS) i multimedialnymi (MMS). Pierwotnie miała zostać wprowadzona w sieciach trzeciej generacji – UMTS, jednak pojawiła się już w sieciach 2G oraz 2,5G.